# 阿萊曼 (新墨西哥州)
阿萊曼（英語：Aleman）是位於美國新墨西哥州謝拉縣的鬼鎮。

## 歷史
阿萊曼的郵局於1869年設立，其後於1890年停運。

## 地理
阿萊曼所處的海拔為高於海平面1423米（即4669英呎），而該地所採用的時區為UTC-7，即北美山地时区（MST）。同時該地設有夏令時間，為UTC-7調快一小時，即UTC-6（MDT）。